# Copitarsia peruviana
Copitarsia peruviana är en fjärilsart som beskrevs av Walker 1865. Copitarsia peruviana ingår i släktet Copitarsia och familjen nattflyn. Inga underarter finns listade i Catalogue of Life.